# Jonathan Bailey (Schauspieler)

Jonathan Bailey (2024)

Baileys Unterschrift

Jonathan Stuart Bailey (* 25. April 1988 in Wallingford, Oxfordshire) ist ein britischer Schauspieler in Theater/Musicals und Film/Fernsehen. 
In beiden Medien begann er bereits mit ersten Auftritten als Kinderdarsteller. Um 2011/2012 fiel er im Theater durch das Stück South Downs auf und spielte längerfristige Hauptrollen in den Jugendserien Leonardo und Groove High. National bekannt wurde er im Fernsehen durch Rollen in den Fernsehserien Broadchurch (2013–2015), W1A (2014–2017) und Crashing (2016).
2019 wurde er für eine ursprünglich weibliche, durch seine Besetzung geschlechtergetauschte Rolle in dem Musiktheaterstück Company mit einem Laurence Olivier Award ausgezeichnet. Regisseurin Marianne Elliott besetzte ihn danach auch in Cock.
Seit 2020 spielt er in der Netflix-Serie Bridgerton die Rolle des ältesten der titelgebenden Geschwister, Anthony, dessen Liebesgeschichte im Zentrum der zweiten Staffel steht, welche ihm globale Berühmtheit einbrachte. 2023 folgte neben Matt Bomer die Miniserie Fellow Travelers, für die er einen Astra Television Award, Critics’ Choice Television Award und Satellite Award gewann und bei der Primetime-Emmy-Verleihung 2024 nominiert war.
2024/2025 folgte der Sprung ins Hollywood-Kino mit Wicked und Jurassic World: Die Wiedergeburt.

## Persönliches

### Familie und Schule
Baileys Mutter war Hörakustikerin, sein Vater Vorsitzender des Honig-Produzenten Rowse Honey mit Sitz in Wallingford (Oxfordshire), wo Bailey geboren wurde als jüngstes Kind nach drei Schwestern. Er wuchs in den nahegelegenen Dörfern Benson auf, nach dem der Familienhund, ein Cockapoo, benannt ist, und Brightwell-cum-Sotwell auf.
Bailey besuchte eine Public School, die Magdalen College School in Oxford, für die er ein Musikstipendium erhielt und im Orchester Klarinette spielte. Er tanzte Ballett an einer Tanzschule in Henley in South Oxfordshire und war im Umkreis der einzige Junge, der Ballettstunden nahm, weswegen die Royal Ballet School in der White Lodge Interesse bekundete, aber er gab das Tanzen im Alter von 12/13 Jahren aufgrund von Stigmatisierung auf.

### Sexualität und Engagement
Bailey ist homosexuell. Nach Eigenaussage war er sich bereits früh bewusst, wer er war, und sprach ab dem Alter von elf Jahren darüber, aber fand in Medien und seiner Heimatstadt keine Geschichten anderer Schwuler, durch die er sich willkommen fühlen würde. Sein Umzug nach London mit 18 Jahren für das Stück Beautiful Thing ermöglichte ihm mehr Informationen und Erfahrungen, durch die er sich bald auch bereit fühlte, mit seinen Eltern darüber zu sprechen. Gegenüber Familie und Freunden hatte er sein Coming-out in seinen frühen 20ern. Öffentlich sprach er erstmals 2018 im Zusammenhang mit Company über seine Sexualität. Er berichtete, dass ihm zuvor insbesondere schwule Männer aus dem Gewerbe geraten hätten, sich nicht zu outen.
Nach der zweiten Bridgerton-Staffel um Baileys Rolle kommentierte seine Agentin Nicki van Gelder, dass seine Offenheit andere junge schwule Schauspieler inspiriere, sich zu outen. Er engagierte sich mit dem Albert Kennedy Trust für LGBT-Jugendliche in Obdachlosigkeit oder in ablehnenden Verhältnissen. Im Sommer 2023 wurde er Schirmherr für Just Like Us, eine Wohltätigkeit für junge LGBT-Menschen an Schulen. Bailey berichtete, dass er im September 2023 in Washington, D.C. einen Tag nach der Teilnahme an einer Gala der Human Rights Campaign verbal homophob angegriffen und bedroht worden war.
Bailey gründete seine eigene Stiftung The Shameless Fund im Juni 2024 in Kooperation mit Loewe, die Geld für LGBT-Initiativen einnehmen soll.

### Sport und Weiteres
Als Sport betreibt Bailey unter anderem Radfahren, Bergsteigen und Paddleboarding sowie, seitdem er an der Küste von Sussex lebt, morgendlich Freiwasserschwimmen und nimmt häufig an Triathlons teil. 2015 absolvierte er den London-Marathon, um Geld für die MND Association Scotland zu sammeln. Er stieg auf den Kilimandscharo und 2018 gemeinsam mit der Schauspielerin Kate O’Flynn auf den Mount Everest zum Basiscamp in Nepal. 2024 lief er den Hackney-Halbmarathon und nahm so für Just Like Us über 33.000 Pfund ein.
Neben O’Flynn ist Baileys bester Freund sein Schauspielkollege Hugh Skinner, mit dem er in dem Musical American Psycho und der Fernsehserie W1A auftrat. Im Dezember 2023 gab er bekannt, dass er in einer Beziehung sei; diese sei nicht geheim, aber privat.

## Karriere

### Theater und Musical

#### Anfänge und Durchbruch
Bailey beschloss, dass er schauspielern will, als er mit seiner Großmutter eine Weihnachtsaufführung von Oliver! mit Jonathan Pryce besuchte. Über die örtliche Tanzschule, zu der eine seiner Schwestern ging, wurde er durch ein Vorsprechen an die Royal Shakespeare Company vermittelt. Mit dieser stand er das erste Mal 1995 bei einer Aufführung von A Christmas Carol als Tiny Tim im Barbican Theatre auf der Bühne. Als Nächstes folgten für die RSC die Rolle Gavroche im Musical Les Misérables sowie noch einmal einige Jahre später 2003 Prinz Arthur in King John.
Er ging nicht auf eine Theaterschule und nahm seinen Universitätsplatz nicht wahr, sondern begann 2006 direkt nach den Schulabschlussprüfungen mit den Proben für eine Produktion von Beautiful Thing, das von der beginnenden Beziehung zweier männlicher Teenager handelt. Die Hauptrolle des Teenagers Jamie übernahm er von Andrew Garfield. Zur Vorbereitung, die schwule Gemeinde zu verstehen, wurde er zur Londoner Pride Parade mitgenommen, wo er eine Rede von Ian McKellen anhörte.
2011 und 2012 spielte Bailey in South Downs, wofür er im zweiten Jahr bei den Evening Standard Theatre Awards als herausragender Newcomer für den Milton Shulman Award nominiert war. Bernadette Mcnulty vom Telegraph inkludierte ihn in einer Gruppe aufstrebender Schauspieler und zukünftige Stars, denen sie prognostizierte, bald selbst einen Olivier-Award zu gewinnen. 2013 spielte er im Royal National Theatre sowohl in Othello die Rolle Cassio als auch für das Jubiläumsevent National Theatre Live: 50 Years On Stage unter der Regie von Nicholas Hytner. Bailey selbst befindet diesen seinen ersten Auftritt im National Theatre als seinen Karrieredurchbruch. In Rollen mit Gesang trat er 2013 in einer Musical-Adaption des Romans American Psycho und 2016 im Zweipersonenstück The Last 5 Years neben Samantha Barks auf, seiner Spielpartnerin aus der Serie Groove High. 2017 spielte er in König Lear neben McKellen.

#### Kritikeranerkennung und Ruhm
2018 spielte Bailey im Donmar Warehouse in einer Wiederaufführung von Peter Gills The York Realist aus dem Jahr 2001 einen Part einer homosexuellen Beziehung in den frühen 60ern. In Vorbereitung las er The Velvet Rage von Alan Down und besuchte die Queer British Art Exhibition im Tate Britain. Er sagte: „Ich möchte Geschichten finden, die homosexuelle Erfahrungen vermenschlichen und das macht Peter Gill gut.“ Bailey trat hierin im Paar neben Ben Batt auf, mit dem er bereits ein Jahr am National Theatre in einer Lesung von Gills früherem Stück Certain Young Men die Rollen eines Paares gesprochen hatte.
In einer Wiederaufführung von Stephen Sondheims Company des Gielgud Theatre 2018 und 2019 mit Patti LuPone wurde durch Bailey die ursprünglich weibliche Rolle Amy, die an ihrem Hochzeitstag mit Paul kalte Füße kriegt, als Jamie geschlechtergetauscht besetzt, sodass in dieser Variante ein homosexuelles Ehepaar gezeigt wurde. Der Geschlechterwechsel der Rolle soll zustande gekommen sein, weil Regisseurin Marianne Elliott, nachdem sie von allen weiblichen Vorsprecherinnen nicht überzeugt gewesen war, selbst ihrem guten Freund Bailey vorgeschlagen habe vorzusprechen. Eine Aufnahme davon schickte sie dann Stephen Sondheim, dem Autor der Musiktitel von Company, der geantwortet habe, dass er die Idee liebe. Bailey sagte: „Man braucht buchstäblich kein einziges Wort ändern und plötzlich hat man eine sehr ehrliche, glühende Darstellung eines Mannes, der auf der Stelle tritt zwischen queerer Kultur und dem heteronormativen Ideal der Ehe. Dieser Widerspruch und die Debatte sind derzeit so relevant.“ Laut Louis Wise von der Times erhielt Bailey bei jeder Aufführung Ovationen nach seiner Performance des Patter song Getting Married (Today), die zu einem Must-See-Event geworden sei. Er gewann den Laurence Olivier Award als bester Schauspieler in einer Musical-Nebenrolle. (LuPone gewann für Company den als beste Schauspielerin in einer Musical-Nebenrolle.) Für den Albert Kennedy Trust arrangierte Bailey 2018 mit dem Chief Exec Tim Sigsworth eine Spendengala im Donmar Warehouse und moderierte 2019 eine mit der übrigen Company-Besetzung.

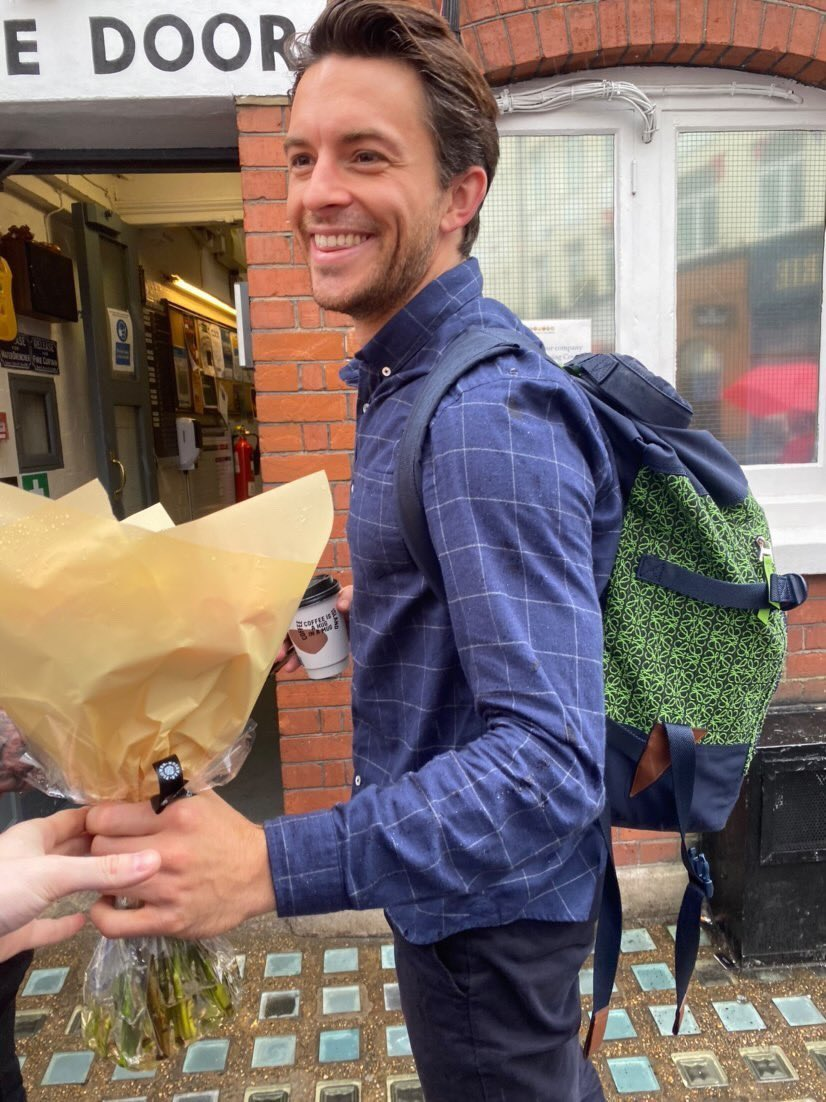
Bailey im Mai 2022 am Ambassadors Theatre

Von März bis Juni 2022 spielte Bailey im Ambassadors Theatre neben Taron Egerton bzw. nach dessen Ausfall mit Joel Harper-Jackson in dem Theaterstück Cock als den Schwulen John, der in einer Beziehung ist, sich aber plötzlich in eine Frau verliebt. Cock wurde wie bereits Company von Marianne Elliott inszeniert, die sagte, dass sie zuvor mehrere Drehbücher mit der Aufgabe gesichtet habe, etwas für Bailey zu finden. Zur Vorbereitung tauschten beide Hauptdarsteller sich mit den Schauspielern aus, die ihre Rollen in der Premierenproduktion 2009 des Stücks verkörperten; Egerton mit Andrew Scott und Bailey mit Ben Whishaw. Dieser habe es vor Publikum zu performen als „Supernova einer Schauspielerfahrung“ bezeichnet. David Benedict von der Variety rezensierte zu Bailey, sein komödiantisches Timing erhebe die Figur von ichbesessen zu brillant, eine Qualität, die er sowohl kunstvoll als auch natürlich auf beide Geliebten anwende.
Im März 2023 präsentierte Bailey auf BBC Radio 2 die dokumentarische Sendung The Showstopper, die mit Musik und Gästen den Einfluss von HIV auf die Theatergemeinschaft in den 90ern und deren Reaktion als Unterstützung für Betroffene erzählt.
2025 kehrte Bailey unter die Regie von Nicholas Hytner in dessen Bridge Theatre zurück mit der Titelrolle des Richard II., seine größte Shakespeare-Rolle. Hytner selbst sagte über Bailey, er könne Shakespeare sprechen, als sei es seine erste Sprache.

### Fernsehen und Film

#### Anfänge und Durchbruch
Bailey hatte 1997/1998 mit etwa acht Jahren seine ersten kleineren Rollen in Fernsehserien und -filmen. 2001 folgte die erste längere Serienrolle in Baddiel's Syndrome. Nach ein paar Fernsehfilmen hatte er sein Spielfilmdebüt 2004 in Five Children and It als eines der fünf Kinder, unter denen auch Freddie Highmore war.
Als Jugendlicher erlangte er 2009 seine erste Ensemble-Hauptrolle in Off the Hook, auf die eine weitere 2011 in Campus folgte, jeweils als Mitglied einer Gruppe von Universitätsstudenten. 2011 verkörperte er in Leonardo die Titelrolle als junger Leonardo da Vinci, und 2012 einen Teil des Haupt-Duos neben Samantha Barks in der teilweise animierten Groove High, in der sowohl in Realfilmszenen wie auch als Animationsfigur zu sehen ist und singt.
Größere Bekanntheit erlangte Bailey durch eine Nebenrolle in den ersten beiden Staffeln 2013 und 2015 von Broadchurch als Zeitungsreporter Olly Stevens, eine Hauptrolle in W1A von 2014 bis 2017 und 2016 in Crashing von Phoebe Waller-Bridge als Sam, der seine homosexuellen Gefühle für einen Hausmitbewohner entdeckt. In einer Rückschau auf seine Rollen rezensierte Collider Sam als Standout-Performance der Serie, die als oberflächlich mit frenetischer Energie und Verspieltheit eingeführt wird, aber im Verlaufe seines Handlungsbogen eine versteckte Tiefe innerer Emotionen aufzeige. In diesen Jahren folgten auch Nebenrollen in den Kinofilmen Testament of Youth, Der junge Messias als Herodes Archelaos und Vor uns das Meer.

#### Internationaler Ruhm in Serien und Blockbuster-Filme
In der seit 2020 erscheinenden Netflix-Serie Bridgerton von Shonda Rhimes, einer Verfilmung der gleichnamigen Buchreihe von Julia Quinn, verkörpert er den Viscount Anthony Bridgerton, das männliche Oberhaupt der titelgebenden Familie, dessen Liebesgeschichte mit Kate Sharma (Simone Ashley) in der zweiten Staffel behandelt wird. Die Rolle erhielt international positive Anerkennung bei Kritikern und Publikum. So lautet ein häufiges Urteil der Rezeption, dass er beweise, dass schwule Schauspieler überzeugend heterosexuelle Rollen darstellen können. Durch den aufeinanderfolgenden Erfolg auf der Bühne mit Company und im Fernsehen mit Bridgerton nannte Patti LuPone ihn 2021 den „größten Star der Welt“.
Bailey spielt neben Matt Bomer in der Fernsehserie Fellow Travelers von Oktober 2023, die die Geschichte eines schwulen Paares über mehrere Dekaden ab den 1950ern zeigt. Die Serie erfüllt ihm den Traum, eine mitreißende schwule Liebesgeschichte zu spielen. IndieWire listete ihn in der Rolle unter den 30 besten Schauspielleistungen des Jahres 2023. Für die Rolle als Tim Laughlin wurde er mit einem Critics’ Choice Television Award als Bester Nebendarsteller in einer Miniserie und einem Satellite Award als Bester Fernsehnebendarsteller ausgezeichnet. Auch war er neben Bomer bei der Primetime-Emmy-Verleihung 2024 nominiert.
Im September 2022 erhielt er in Wicked und Wicked: Teil 2, Jon M. Chus zweiteilige Filmadaption des Musicals Wicked – Die Hexen von Oz, die 2024 und 2025 erscheinen, die Rolle des Fiyero. Er wurde als einer der letzten Hauptdarsteller besetzt, weil er erst verfügbar geworden war, als die COVID-19-Pandemie andere Projekte nach hinten geschoben hatte, und hatte dadurch nur drei Tage Zeit zum Proben vor seinem Drehbeginn. Bailey berichtete, dass er etwa einen Monat lang gleichzeitig für Fellow Travelers, die dritte Bridgerton-Staffel und Wicked mit Wechsel zwischen Toronto und London drehte. Als Fiyero performt er im ersten Teil das Lied Dancing Through Life und ist als dessen Leadsänger auf dem Soundtrack-Album vertreten. Neben den beiden führenden Hauptdarstellerinnen wird von Kritikern Bailey hervorgehoben, der stets drohe, Szenen zu stehlen. Seine Darstellung wird als „hetero-camp“ mit Cary Elwes in Die Braut des Prinzen verglichen und als Kombination seines rohen West-End-Talents mit seinem Bridgerton-Sexappeal beschrieben. Entertainment-Journalist David Opie bezeichnete ihn als derzeit „erfolgreichsten schwulen Filmstar Hollywoods.“
2024 wurde er für Jurassic World: Die Wiedergeburt, den vierten Jurassic-World-Film der Jurassic-Park-Filmreihe, der im Sommer 2025 erscheinen soll, als neue männliche Hauptrolle besetzt, nachdem die bisherige Jurassic-World-Trilogie von Chris Pratt angeführt worden war. Neben seiner Schauspielrolle trug Bailey zur Filmmusik bei, indem er im April 2025, während er am Thater Richard II spielte, das Orchester bei den Musikaufnahmen besuchen und das Klarinettensolo im Thema seiner Figur einspielen durfte.

## Öffentliches Image
Bailey wurde global berühmt Anfang der 2020er durch Bridgerton und weitere Protagonisten in Liebesgeschichten oder als Love Interest, sowohl in hetero- oder homosexuellen Rollen. Die Los Angeles Times verlieh ihm „Sexsymbolstatus, dessen Fans alle Geschlechter und Orientierungen umfasse.“ Er beweise, dass „queere Schauspieler überzeugend heterosexuelle Rollen spielen können.“ Nach der Time definiere er den Hollywood-Schwarm neu. Medien, Kollegen und Fans bescheinigen ihm vor allem natürlichen Charme/Charisma und Chemie mit jedem Spielpartner, ob Mann oder Frau.
Das deutsche Online-Magazin Queer.de beschrieb nach Erscheinen von Jurassic World: Die Wiedergeburt seine Wirkung durch Rollenauswahl und öffentliches Auftreten: Er sei „eine neue Art von Leading Man: charmant, sensibel, vielseitig – und offen queer. […] Sein Gespür für Nuancen und seine natürliche Eleganz machen ihn zur Idealbesetzung für Rollen, in denen klassische Männlichkeit neu gedacht wird. Bailey balanciert Verletzlichkeit und Charisma wie kaum ein anderer. […] Jonathan Bailey verkörpert eine neue Form von Star – einen, der mehr ist als nur Leading Man. Einer der Haltung zeigt. Und dabei verdammt gut aussieht.“

## Deutscher Synchronsprecher
Als Kind wurde er in den 2000ern zweimal von Ricardo Richter synchronisiert. In den 2010ern übernahmen seine Rollen verschiedene Synchronsprecher, darunter mehrfach David Turba, etwa für Broadchurch. Seit 2020, ab Bridgerton, ist Baileys fester Synchronsprecher Martin Bonvicini.

## Werkauflistungen

### Theater/Musicalauftritte
- 1995: A Christmas Carol (Royal Shakespeare Company)
- 1997–1998: Les Misérables (RSC)
- 2003: King John (RSC)
- 2006: Beautiful Thing (Sound Theatre)
- 2007: Pretend You Have Big Buildings (Royal Exchange)
- 2008: The Mother Ship (Birmingham Rep Theatre)
- 2008: Girl With A Pearl Earring (Theatre Royal Haymarket)
- 2009: House of Special Purpose (Chichester Festival Theatre)
- 2011, 2012: South Downs (Chichester, Harold Pinter Theatre)
- 2013: Othello (Royal National Theatre)
- 2013: National Theatre Live: 50 Years On Stage (RNT)
- 2013: American Psycho (Almeida Theatre)
- 2016: The Last 5 Years (St. James Theatre)
- 2017: King Lear (Chichester)
- 2017: Certain Young Men (Lesung, Royal National Theatre)
- 2018: The York Realist (Donmar Warehouse, Crucible Theatre)
- 2018–2019: Company (Gielgud Theatre)
- 2022: Cock (Ambassadors Theatre)
- 2025: Richard II. (Bridge Theatre)

Zu American Psycho und Company wurden Alben mit Liedaufnahmen der Besetzung veröffentlicht, auf denen Bailey auch vertreten ist.

### Filmografie

#### Fernsehserien
- 1997: Bramwell (1 Episode)
- 2001: Baddiel's Syndrome (12 Episoden)
- 2005: The Golden Hour (1 Episode)
- 2007: Doctors (1 Episode)
- 2008: The Bill (1 Episode)
- 2009: Off the Hook (7 Episoden)
- 2010: Lewis – Der Oxford Krimi (Episode: Auf falscher Fährte)
- 2011: Campus (6 Episoden)
- 2011–2012: Leonardo (Titelrolle, 26 Episoden)
- 2012: Pramface (1 Episode)
- 2012: Me and Mrs. Jones (6 Episoden)
- 2012: Groove High (Animations- und Realfilmserie, 26 Episoden)
- 2013: Some Girls (1 Episode)
- 2013, 2015: Broadchurch (2 Staffeln, 16 Episoden)
- 2014: Doctor Who (Episode 08x05)
- 2014–2017: W1A (14 Episoden)
- 2016: Crashing (6 Episoden)
- 2016: Hooten & the Lady (5 Episoden)
- 2017: Chewing Gum (1 Episode)
- 2018: Tom Clancy’s Jack Ryan (3 Episoden)
- seit 2020: Bridgerton
- 2023: Fellow Travelers (8 Episoden)
- 2024: Heartstopper (1 Episode)

#### Filme
- 1997: Bright Hair (Fernsehfilm)
- 1998: Alice im Spiegelland (Alice through the Looking Glass, Fernsehfilm)
- 2003: Enzo Ferrari (Fernsehfilm)
- 2004: Five Children and It
- 2005: Walk Away and I Stumble (Fernsehfilm)
- 2007: Elizabeth – Das goldene Königreich (Elizabeth: The Golden Age)
- 2007: Permanent Vacation
- 2007: Die Girls von St. Trinian (St Trinian’s)
- 2014: Testament of Youth
- 2016: Der junge Messias (The Young Messiah)
- 2017: Vor uns das Meer (The Mercy)
- 2021: Karlchen – Das große Geburtstagsabenteuer (Best Birthday Ever; Animationsfilm, Synchronstimme)
- 2024: Wicked
- 2025: Jurassic World: Die Wiedergeburt (Jurassic World Rebirth)

Zu Wicked wurde ein Soundtrack-Album veröffentlicht, auf dem Bailey vertreten ist.

### Audiografie

#### Radio und Hörbücher
- 2013: Life in the Freezer (BBC Radio 4)
- 2013: South Downs (BBC Radio 4)
- 2013: Ed Reardon’s Week: The Intern (BBC Radio 4)
- 2014: By a Young Officer: Churchill on the North West Frontier (BBC Radio 4)
- 2015: Red and Blue (BBC Radio 4)
- 2016: The Forsytes (BBC Radio 4)
- 2016: Deliverers (BBC Radio 4)
- 2017: Just One Damned Thing After Another (Audible)
- 2018: Cast Long Shadows (Hörbuch)
- 2018: Home Front (BBC Radio 4)
- 2018: Somewhere Beyond the Sea (Hörbuch)
- 2020: The Flip Side (Hörbuch)
- 2020: Hell Cats (Audible)
- 2021: Hot White Heist (Audible)
- 2022: Love Letter From an Englishman (Calm)
- 2023: The Showstopper (BBC2)

#### Videospiel-Synchronisation
- 2014: Forza Horizon 2
- 2015: Everybody’s Gone to the Rapture
- 2018–2024: Final-Fantasy-XIV-Erweiterungen Stormblood, Shadowbringers, Endwalker und Dawntrail
- 2019: Anthem

## Auszeichnungen und Anerkennungen

### Theater/Musical
- 2012: Evening Standard Theatre Awards: Nominierung als Herausragender Newcomer in South Downs[28]

- für Company als Jamie:
  - 2018: BroadwayWorld UK Awards: Nominierung als Bester Nebendarsteller in einer neuen Musical-Produktion
  - 2019: WhatsOnStage Awards: Nominierung als Bester Nebendarsteller in einem Musical
  - 2019: Laurence Olivier Awards: Auszeichnung als Bester Schauspieler in einer Musical-Nebenrolle[35]

- 2023: WhatsOnStage Awards: Nominierung als Bester Schauspieler eines Theaterstücks in Cock

### Fernsehen/Film
für Bridgerton als Anthony Bridgerton:
- 2021: Gold Derby Awards: Nominierung als Bester Drama-Nebendarsteller
- 2021: International Online Cinema Awards: Nominierung als Bester Nebendarsteller in einer Dramaserie
- 2022: National Television Awards: Nominierung als Beste Drama-Performance
- 2025: Gold Derby Awards: Nominierung als Bester Gast-Darsteller

für Fellow Travelers als Timothy Laughlin:
- 2024: Critics’ Choice Television Awards: Auszeichnung als Bester Nebendarsteller in einer Miniserie[51]
- 2024: Satellite Awards: Auszeichnung als Bester Nebendarsteller in einer Serie oder Miniserie
- 2024: Emmys: Nominierung als Bester Nebendarsteller in einer Miniserie oder einem Fernsehfilm
- 2024: Dorian Awards: Auszeichnung als Bester Nebendarsteller – Drama
- 2024: Astra Television Awards: Auszeichnung als Bester Nebendarsteller in einer Miniserie

für Wicked als Fiyero Tigelaar:
- 2024 Astra Film Awards: Nominierung als Bester Nebendarsteller
- 2025: Dorian Award: Auszeichnung als Rising Star
- 2025: Screen Actors Guild Awards: Nominierung als Bester Nebendarsteller

### Andere Ehrungen
Die Schwulen-Zeitschrift Attitude führte in ihrer ersten „101-Liste von LGBT-Wegbereiter, die die Welt verändern“ von Ende 2020 Bailey auf den ersten Platz in der Unterhaltungs-Kategorie. Variety setzte ihn 2022 in der Liste Power of Pride der 55 einflussreichsten queeren Entertainern auf Platz 2. Die Time nahm ihn als einen der „Next Generation Leaders“ 2022 auf. Das LGBT-Magazin Out nahm ihn 2023 in die Out100-Liste der einflussreichsten LGBT-Personen des Jahres in der Kategorie „Innovatoren“ auf. Für seine Partnerschaft mit Just Like Us erhielt er 2023 den Changemaker Award der Gay Times und 2024 bei den GoCardless JustGiving Awards eine Auszeichnung als Celebrity-Fundraiser des Jahres.